# Hadena v-album
Hadena v-album là một loài bướm đêm trong họ Noctuidae.